# グリオキシル酸
グリオキシル酸（グリオキシルさん、glyoxylic acid）は、1分子の中にアルデヒド基とカルボキシル基を持つカルボン酸の一種である。一部の植物や菌類が持ち、脂質からの糖新生を可能にするグリオキシル酸回路では、アセチルCoAと結合してリンゴ酸を作る。また、無電解めっきの還元剤としても使用される。
グリオキシル酸はヒトではエチレングリコールからシュウ酸に代謝される際の中間体で、体内で酸化を受けると有害なシュウ酸が生成されることになる。
ピリドキシン（ビタミンB6）は、グリオキシル酸を有害なシュウ酸するよりはむしろグリシントランスアミナーゼによりグリシンへの転換を促進する作用を有する。

## 利用と安全性
ストレートパーマ剤として利用される事が有る。2024年この施術が原因となり、経皮吸収されたリオキシル酸により急性腎障害発症したと考えられる症例が報告された。